# Buchberg (Langenselbold)
Der Buchberg ist ein 200 m ü. NHN hoher Berg im hessischen Vorspessart. Er befindet sich am Rande des Naturparks Spessart zwischen Langenselbold, Rodenbach und Hasselroth im hessischen Main-Kinzig-Kreis.

## Beschreibung
Der bewaldete Gipfel liegt auf Langenselbolder Gemarkung. Auf dem Hauptgipfel Großer Buchberg steht der 29 Meter hohe Buchbergturm, ein Aussichtsturm mit ca. 150 Treppenstufen. Die untere Aussichtsplattform auf 20,9 Meter Turmhöhe erlaubt bei gutem Wetter einen weiten Rundblick in den Spessart, zum Taunus, zum Vogelsberg, über das Kinzigtal sowie in weite Teile des Rhein-Main-Gebiets. Die obere 27,1 Meter hoch gelegene Plattform dient als Träger diverser Antennenanlagen und ist nicht öffentlich zugänglich. Der Buchbergturm wurde 1909 aus Sandstein-Mauerwerk gebaut und ist Eigentum der Stadt Hanau. Neben dem Turm befindet sich eine Gaststätte und ein Tierfriedhof. Der Nebengipfel Kleiner Buchberg ist 162 m ü. NHN hoch.